# Corps militaire
Pour les articles homonymes, voir Corps (militaire).
 (mai 2013).
Un corps de troupe ou, ellipt., corps, est une unité militaire organiquement constituée, dotée de sa propre autonomie administrative.
Le régiment est un corps de troupe. Une unité formant corps et, ellipt., un corps, unité inférieure au régiment appelée, par décision, à s'administrer elle-même. Rejoindre son corps. Chef de corps, colonel, lieutenant-colonel ou chef de bataillon, commandant un corps et ayant par conséquent la double fonction de commandant tactique et de commandant administratif.
Corps d'armée, grande unité militaire formée de plusieurs divisions.
Spécialt. Ensemble des unités de certaines armes spéciales. Le corps de l'artillerie, du génie. Le corps de bataille, les troupes placées au centre d'un dispositif tactique. Le corps de réserve, les troupes maintenues en réserve. Corps expéditionnaire, corps envoyé en expédition lointaine. Le corps expéditionnaire des Dardanelles.
Corps franc, petite unité, généralement composée de volontaires, créée pour des missions particulièrement risquées et à laquelle est accordée une certaine autonomie.

### Généralités
- Garde impériale  (page d'homonymie)
- Garde royale  (page d'homonymie)
- Corps franc
- Landwehr
- Household Cavalry
- Sapeur-pompier

### Corps militaires historiques
Allemagne
- Histoire des Corps francs allemands de 1918 à 1939
- Waffen SS
- Deutsches Afrikakorps

Royaume-Uni
- British Army of the Rhine

### Varia
États-Unis
- United States Marine Corps

France
- Légion étrangère

Royaume-Uni
- Army Air Corps
- Royal Armoured Corps
- Royal Army Medical Corps
- Royal Army Supply Corps
- Royal Marines